# Mesosemia inconspicua
Mesosemia inconspicua är en fjärilsart som beskrevs av Percy I. Lathy 1932. Mesosemia inconspicua ingår i släktet Mesosemia och familjen Riodinidae. Inga underarter finns listade i Catalogue of Life.